# Jens Pääjärvi
Jens Anders Pääjärvi, född 25 juli 1988, är en svensk artist, skidåkare, simmare, breakdanceare, joikare och trubadur från Svensbyn i Piteå. Han tävlade i Idol 2005 där han slutade på en 4:e plats. 
Pääjärvi gav ut albumet This Is 2008 och 2023 gjorde han återdebut med egenproducerade och egenskrivna albumet Origins.
Pääjärvi har tidigare medverkat i dansbandet Svänzons, arbetat som trubadur och barpianist och spelat med coverbandet Midnight Express Coverband där han bland annat kompade artister som Nordman, Linda Bengtzing, Magnus Carlsson, Lili & Susie och Rongedal. 
Efter många år i Sveriges musikbransch har han bestämt sig för att satsa på egen musik igen med nya albumet Origins med singlarna Last Call, Circle of Life & All The Time In The World.

## Uppträdanden i Idol 2005
- Audition i Piteå: The Way She Loves Me, Richard Marx.
- Kvalfinal: Moments, Westlife.
- Uppsamlingsheat: Angels, Robbie Williams.
- Veckofinal 1 (My Own Idol): Let Me Entertain You, Robbie Williams.
- Veckofinal 2 (1980-talet): I Promised Myself, Nick Kamen.
- Veckofinal 3 (Svenska hits): Snart Tystnar Musiken, Tomas Ledin.
- Veckofinal 4 (Pophits): Better Man, Robbie Williams.
- Veckofinal 5 (Disco): Fantasy, Earth, Wind & Fire.
- Veckofinal 6 (Cocktail): Moondance, Van Morrison.
- Veckofinal 7 (Rock): Låt 1: You Give Love A Bad Name, Bon Jovi.
- Veckofinal 7 (Rock): Låt 2: Stairway To Heaven, Led Zeppelin.
- Veckofinal 8 (Kärlek): Duett med Sibel Redzep: Endless Love, Lionel Richie & Diana Ross.
- Veckofinal 8 (Kärlek): Låt 1: Your Song, Elton John.
- Veckofinal 8 (Kärlek): Låt 2: You Are Not Alone, Michael Jackson.

## Diskografi

### Singlar
- 2 juni 2006 - I Wanna Love You
- 22 november 2006 - Snö
- 24 januari 2007 - Angeline
- 2008 - This Is
- 2008 - For You
- 26 november 2008 - Let You Go

### Album
- 19 oktober 2005 - My Own Idol - Idol 2005
- 31 december 2007 - This Is
- 3 mars 2023 - Origins